# Slag bij Cronium
De Slag bij Cronium vond plaats in 374 v.Chr. op Sicilië. De slag werd geleverd tussen Syracuse, onder leiding van Dionysius I en Carthago, onder leiding van Mago III, de zoon van Mago II. De slag was onderdeel van de Siciliaanse Oorlogen. De Carthagers wonnen de slag nadat het vijandelijke leger op de vlucht was geslagen na de dood van Leptines, de broer van Dionysius, de tiran van Syracuse. De stad Cronium zou dicht bij het huidige Palermo gelegen zijn geweest.

## Achtergrond
Dionysius, de tiran van Syracuse, zocht een reden om de Carthagers opnieuw aan te vallen, nadat ze een vredesverdrag hadden gesloten na de slag bij Chrysas. Hij vond deze toen de steden die onderworpen waren door de Carthagers op het punt stonden om te rebelleren. Hij smeedde een alliantie met hen, en behandelde hen goed. De Carthagers zonden gezanten naar Dionysius om te vragen of ze de verloren steden terug konden krijgen, maar toen ze werden genegeerd, kon de oorlog opnieuw beginnen. De Carthagers zonden opnieuw een leger naar Sicilië om Dionysius te bevechten. Hun leger werd echter verslagen in de slag bij Cabala. De Carthaagse generaal en koning, Mago, sneuvelde in deze slag en zijn zoon, die ook Mago heette, werd de nieuwe generaal. Deze was zeer ambitieus en drilde zijn troepen constant. De Carthagers hadden er toch in kunnen slagen om een vredesverdrag van enkele dagen uit de brand te slepen, maar toen deze was geëindigd, vochten de twee legers toch weer tegen elkaar bij Cronium.

## De slag
Er ontwoedde al snel een hevige strijd bij een van de Syracusaanse vleugels, waar Leptines was opgesteld. Hij stierf een glorieuze dood, nadat hij veel vijanden had gedood. Door zijn val kregen zijn vijanden nieuwe moed; ze begonnen meer druk uit te oefenen en konden hun tegenstanders op de vlucht drijven. Dionysius, wiens troepen een elitegroep was, had eerst de overhand op de Feniciërs. Maar toen ze het nieuws kregen over de dood van Leptines en de nederlaag van de andere flank, zakte hun moreel de grond in en sloegen op de vlucht. Toen het gehele leger op de vlucht sloeg, achtervolgden de Carthagers hen lang en namen geen gevangenen. De slachting was zo groot, dat het aantal Griekse gevallenen op 14.000 kwam.

## Gevolgen
Na deze grote overwinning keerden de Carthagers terug naar Panormus. Ze zonden gezanten naar Dionysius en gaven hem de kans om de oorlog te eindigen. De tiran accepteerde dit voorstel graag, en er werd een vredesverdrag gesloten. Hierin stond dat beide partijen hun grondgebied konden behouden, de enige uitzondering was dat de Carthagers Selinous en Akragas kregen. Dionysius moest de Carthagers ook 1.000 talenten betalen.